# Материнство (фильм)
«Материнство» (англ. Motherhood) — фильм режиссёра Кэтерин Дикманн. Премьера в России прошла 28 января 2010 года.

## Сюжет
Мать двоих детей живёт на Манхеттене. Впереди предстоит празднование шестилетия дочери, в связи с чем она сталкивается с большим количеством трудностей. Со всех сторон ей дают советы, однако реально помочь никто не хочет.

## В ролях
| Актёр          | Роль                     |
| -------------- | ------------------------ |
| Ума Турман     | Элиза Уэлш               |
| Энтони Эдвардс | Эйвери Маккендрик        |
| Дэвид Шаллипп  | Лукас Уэлш               |
| Мэттью Шаллипп | Лукас Уэлш               |
| Дэйзи Тахэн    | Клара Уэлш               |
| Элис Драммонд  | Эдит                     |
| Стефани Шостак | соседка-француженка      |
| Селина Вигно   | дочь соседки-француженки |
| Минни Драйвер  | Шейла                    |
| Дэйл Соулс     | Хестер                   |